# Ropraz
Ropraz ist eine politische Gemeinde im Distrikt Broye-Vully des Kantons Waadt in der Schweiz.

## Geographie
Ropraz liegt auf 748 m ü. M., 27 km südwestlich des Bezirkshauptortes Payerne (Luftlinie). Das Dorf erstreckt sich auf einem Plateau auf der Ostabdachung des Jorat, westlich des Tals der Bressonne, im Waadtländer Mittelland.
Die Fläche des 4,8 km² grossen Gemeindegebiets umfasst einen Abschnitt der Molassehöhen zwischen dem Jorat und dem Oberlauf der Broye. Der langgestreckte schmale Streifen des Gemeindebannes von Ropraz wird im Osten vom Mittellauf der Bressonne begrenzt, die hier im Lauf der Zeit ein bis zu 60 m tiefes, bewaldetes Tal in den Molasseschichten geschaffen hat. Von der Bressonne erstreckt sich der Gemeindeboden westwärts auf das Plateau von Ropraz, das durch das Tal des Ruisseau de Corcelles in zwei Teile untergliedert ist. Nach Süden reicht das Gebiet bis an den Bach Cerjuz. Ropraz besitzt eine kleine Exklave am Osthang des Jorat bei Montpreveyres; hier wird mit 840 m ü. M. der höchste Punkt der Gemeinde erreicht. Von der Gemeindefläche entfielen 1997 9 % auf Siedlungen, 19 % auf Wald und Gehölze und 72 % auf Landwirtschaft.
Zu Ropraz gehören die Weiler Vers chez les Rod (765 m ü. M.) westlich des Tals des Ruisseau de Corcelles, Ussières (720 m ü. M.) im Tal der Bressonne sowie mehrere Einzelhöfe. Nachbargemeinden von Ropraz sind Jorat-Mézières, Montpreveyres, Corcelles-le-Jorat, Hermenches und Vucherens.

## Bevölkerung
Mit 532 Einwohnern (Stand 31. Dezember 2023) gehört Ropraz zu den kleinen Gemeinden des Kantons Waadt. Von den Bewohnern sind 87,1 % französischsprachig, 3,0 % deutschsprachig und 2,4 % sprechen Serbokroatisch (Stand 2000). Die Bevölkerungszahl von Ropraz belief sich 1900 auf 292 Einwohner. Danach wurde durch stetige Abwanderung bis 1960 eine Abnahme auf 205 Einwohner verzeichnet; seither stieg die Bevölkerungszahl wieder deutlich an.

## Wirtschaft
Ropraz war bis in die zweite Hälfte des 20. Jahrhunderts ein vorwiegend durch die Landwirtschaft geprägtes Dorf. Noch heute haben der Ackerbau und die Viehzucht einen gewissen Stellenwert in der Erwerbsstruktur der Bevölkerung. Weitere Arbeitsplätze sind im lokalen Kleingewerbe und vor allem im Dienstleistungssektor vorhanden. Im Tal der Bressonne und entlang der Hauptstrasse 1 haben sich seit den 1960er Jahren neue Unternehmen niedergelassen, darunter die Foto Labo Club SA (nahe der Grenze zu Montpreveyres), eine Migrol-Tankstelle und einige kleinere Betriebe. Ropraz ist Standort der Kunstgalerie L'Estrée. Durch den Bau mehrerer Einfamilienhäuser in den letzten Jahrzehnten hat sich das Dorf auch zu einer Wohngemeinde entwickelt. Viele Erwerbstätige sind deshalb Pendler, die vor allem in Lausanne arbeiten.

## Verkehr
Die Gemeinde ist verkehrstechnisch gut erschlossen. Sie liegt rund 1 km von der Hauptstrasse 1 von Lausanne via Payerne nach Bern entfernt. Diese Strasse war besonders vor der Eröffnung der Autobahn von Bern in die Westschweiz durch Transitverkehr stark frequentiert. Ropraz ist durch einen Postautokurs mit Corcelles-le-Jorat verbunden, das von der Autobuslinie 62 der Transports publics de la région Lausannoise (Lausanne-Moudon) bedient wird.

## Geschichte
Die erste urkundliche Erwähnung des Ortes erfolgte 1234 unter dem Namen Rospraz. Später erschienen auch die Bezeichnungen Roppra und Rosprad. Der Ortsname leitet sich vermutlich vom französischen pré rond (runde Wiese) ab.
Ropraz gehörte im Mittelalter zur Herrschaft Vulliens. Nach 1327 standen infolge von Erbgängen und Verkäufen zahlreiche Besitzerwechsel an, und Ropraz bildete zeitweise auch eine eigene Herrschaft. Mit der Eroberung der Waadt durch Bern im Jahr 1536 gelangte das Dorf unter die Verwaltung der Landvogtei Moudon. Nach dem Zusammenbruch des Ancien Régime gehörte Ropraz von 1798 bis 1803 während der Helvetik zum Kanton Léman, der anschliessend mit der Inkraftsetzung der Mediationsverfassung im Kanton Waadt aufging. 1798 wurde es dem Bezirk Oron zugeteilt.

## Sehenswürdigkeiten
Die reformierte Kirche von Ropraz wurde 1761 an der Stelle einer mittelalterlichen Kapelle erbaut. Als Saalkirche mit dreiseitigem Chor und Dachreiter zeigt sie den typischen Stil der Waadtländer Landkirchen. Auf dem Gemeindegebiet von Ropraz befinden sich zwei Schlösser: Das Château de Ropraz, ein stattlicher Landsitz, welcher den Herren von Ropraz gehörte, und das Château d'Ussières. Im Bourg-Dessous ist ein Bauernhaus von 1633 erhalten, das unter Denkmalschutz steht.